# Nová Říše (přírodní památka)
Nová Říše je přírodní památka v okrese Jihlava. Oblast spravuje Krajský úřad Kraje Vysočina. Rozkládá se 2,5 km severozápadně od Nové Říše. Součástí přírodní památky je vodní nádrž Nová Říše. Nachází se na katastrálních územích městyse Nová Říše, obce Vystrčenovice a základní sídelní jednotky Rozsíčky u Telče.

## Popis
Středem přírodní památky je stejnojmenná přehradní nádrž s relativně čistou vodou, místy s porosty vodních makrofyt. Nádrž, kterou spravuje Povodí Moravy, se nachází na Olšanském potoce, kde původně žili pstruzi.
Důvodem k vyhlášení chráněného území je silně ohrožený rybí druh sekavec podunajský (Cobitis elongatoides), který zde během deseti let vytvořil populaci čítající 10 000 jedinců, což je největší a pravidelně se reprodukující populace v České republiky. Na hrázi žije rak říční (Astacus astacus) v počtu několika tisíc jedinců.
Dále se tu vyskytují užovka obojková (Natrix natrix) a skokan zelený (Pelophylax esculentus). V nádrži roste pestrá řada flóry, z vodních rostlin jsou to rdest kadeřavý (Potamogeton crispus), rdest vzplývavý (Potamogeton natans), stolístek klasnatý (Myriophyllum spicatum) a lakušník. Posledně jmenovaný druh vyhledávající sekavci, který rostlina poskytuje zastínění a po odumření organické hmoty pokryje dno, vytvoří detrit, který slouží jako zdroj jejich potravy.